# S.W.A.T. (serie de televisión de 2017)
S.W.A.T. es una serie de televisión estadounidense de drama criminal, basada en la película del mismo nombre, que en sí se basó en la serie televisiva de 1975. Se estrenó el 2 de noviembre de 2017. En mayo de 2023, la serie fue renovada para una séptima y última temporada, que se estrenó el 16 de febrero de 2024. En abril de 2024, la decisión de la última temporada fue revertida y la serie fue renovada para una octava temporada. La octava temporada se estrenó el 18 de octubre de 2024. En marzo de 2025, la serie fue cancelada por última vez.

## Sinopsis
El Sargento Daniel "Hondo" Harrelson (Shemar Moore) es ascendido a líder de su equipo S.W.A.T. y este nuevo cargo le complica mucho las cosas, ya que Jessica Cortez (Stephanie Sigman) -con la que mantiene una relación en secreto- pasa a ser su inmediata superior y su compañero de equipo, Deacon (Jay Harrington), se siente muy frustrado por no haber sido considerado para el puesto. Con la ciudad indignada tras el disparo accidental a un adolescente inocente, Hondo -que ha vivido toda la vida en el sur de Los Ángeles- se encuentra dividido entre la lealtad a su equipo y a la gente con la que ha crecido.

## Elenco y personajes
- Shemar Moore como el Sargento II Daniel "Hondo" Harrelson[7]
- Stephanie Sigman como la Capitana Jessica Cortez (temporadas 1–2)[8]
- Jay Harrington como el Sargento II David «Deacon» Kay[9]
- Alex Russell como el Oficial III Jim Street (temporadas 1–6; recurrente temporada 7)[10]
- Lina Esco como la Oficial III Christina «Chris» Alonso (temporadas 1–5)[11]
- Kenny Johnson como el Oficial III+1 Dominique Luca (temporadas 1–6; recurrente temporada 7)[11]
- Peter Onorati como el Sargento II Jeff Mumford (temporada 1; recurrente temporada 2; invitado temporada 4 y 7)[12]
- David Lim como el Oficial III Victor Tan[13]
- Patrick St. Esprit como Comandante Robert Hicks (temporadas 2–6; recurrente temporada 1)
- Amy Farrington como la Teniente Piper Lynch (temporada 3; recurrente temporada 4)
- Rochelle Aytes como Nichelle Carmichael (temporadas 6–7; recurrente temporadas 3–5 y 8)
- Anna Enger Ritch como la Oficial III Zoe Powell (temporada 7–presente; recurrente temporadas 5–6)
- Niko Pepaj como el Oficial III Miguel «Miko» Alfaro (temporada 8; recurrente temporadas 6–7)
- Annie Ilonzeh como la Oficial Devin Gamble (temporada 8)[14]

## Episodios
| Temporada | Temporada | Episodios | Episodios | Emisión original         | Emisión original   |
| Temporada | Temporada | Episodios | Episodios | Primera emisión          | Última emisión     |
| --------- | --------- | --------- | --------- | ------------------------ | ------------------ |
|           | 1         | 22        | 22        | 2 de noviembre de 2017   | 17 de mayo de 2018 |
|           | 2         | 23        | 23        | 27 de septiembre de 2018 | 16 de mayo de 2019 |
|           | 3         | 21        | 21        | 2 de octubre de 2019     | 20 de mayo de 2020 |
|           | 4         | 18        | 18        | 11 de noviembre de 2020  | 26 de mayo de 2021 |
|           | 5         | 22        | 22        | 1 de octubre de 2021     | 22 de mayo de 2022 |
|           | 6         | 22        | 22        | 7 de octubre de 2022     | 19 de mayo de 2023 |
|           | 7         | 13        | 13        | 16 de febrero de 2024    | 17 de mayo de 2024 |
|           | 8         | 22        | 22        | 18 de octubre de 2024    | 16 de mayo de 2025 |

## Producción

### Desarrollo
En septiembre de 2016, se anuncia el desarrollo de una serie basada libremente en la película de 2003 del mismo nombre por CBS. El 3 de febrero de 2017, se ordena el piloto. El proyecto es dado luz verde el 12 de mayo de 2017. El creador del programa es Aaron Thomas y además junto con Shawn Ryan son los co-productores ejecutivos y co-showrunners. El 17 de noviembre de 2017, CBS le dio a la serie una temporada completa de 20 episodios. El 27 de marzo de 2018, CBS renovó la serie para una segunda temporada, que se estrenó el 27 de septiembre de 2018.
El 6 de mayo de 2020, CBS renovó la serie para una cuarta temporada, que se estrenó el 11 de noviembre de 2020. El 15 de abril de 2021, CBS renovó la serie para una quinta temporada, que es estrenó el 1 de octubre de 2021. El 8 de abril de 2022, CBS renovó la serie para una sexta temporada. La sexta temporada se estrenó el 7 de octubre de 2022. El 5 de mayo de 2023, CBS canceló la serie tras seis temporadas. Sin embargo, el 8 de mayo de 2023, la serie fue renovada por una séptima y última temporada. La séptima temporada se estrenó el 16 de febrero de 2024. El 11 de abril de 2024, CBS revirtió su decisión de que la séptima temporada fuera la última y renovó la serie para una octava temporada. La octava temporada se estrenó el 18 de octubre de 2024. El 6 de marzo de 2025, CBS canceló la serie nuevamente tras ocho temporadas.

### Casting
En febrero de 2017, se anunció a Shemar Moore como Daniel «Hondo» Harrelson, junto a los nuevos coprotagonistas, Kenny Johnson como Dominic Luca, que originalmente se llamaba Brian Gamble, y Lina Esco como Christina «Chris» Alonzo, que también se llamaba originalmente Sánchez. En marzo de 2017, se anunciaron varios miembros adicionales del reparto. Jay Harrington interpreta al oficial Deacon Kay, Alex Russell como James «Jim» Street y, por último, Peter Onorati fue elegido como Jeff Mumford. El 21 de septiembre de 2017, se anunció a David Lim como Victor Tan, y más tarde fue ascendido al elenco principal para la primera temporada. El 4 de octubre de 2019, Stephanie Sigman anunció su salida de la serie y posteriormente fue reemplazada por Amy Farrington en el elenco principal a partir de la tercera temporada. El 26 de enero de 2024, Anna Enger Ritch fue elegida para el papel de Zoe Powell y posteriormente fue ascendida al reparto principal para la séptima temporada. El 18 de julio de 2024, Niko Pepaj fue elegido para el papel de Miguel Alfaro y posteriormente fue ascendido al reparto principal para la octava temporada.

## Recepción

### Críticas
En Rotten Tomatoes otorga a la primera temporada una calificación de aprobación del 48% con base en 27 comentarios. En Metacritic la serie tiene un puntaje de 45 de 100, basado en 12 críticas, que indica "críticas mixtas".

### Audiencias
| Temporada | Horario (ET)                                                                                   | Episodios | Primera emisión          | Primera emisión      | Última emisión     | Última emisión       | Ranking | Promedio de espectadores (millones) |
| Temporada | Horario (ET)                                                                                   | Episodios | Fecha                    | Audiencia (millones) | Fecha              | Audiencia (millones) | Ranking | Promedio de espectadores (millones) |
| --------- | ---------------------------------------------------------------------------------------------- | --------- | ------------------------ | -------------------- | ------------------ | -------------------- | ------- | ----------------------------------- |
| 1         | jueves 10:00 p. m.                                                                             | 22        | 2 de noviembre de 2017   | 6.74                 | 17 de mayo de 2018 | 6.03                 | 35      | 9.13                                |
| 2         | jueves 10:00 p. m.                                                                             | 23        | 27 de septiembre de 2018 | 4.70                 | 16 de mayo de 2019 | 5.75                 | 38      | 8.34                                |
| 3         | miércoles 10:00 p. m.                                                                          | 21        | 2 de octubre de 2019     | 4.03                 | 20 de mayo de 2020 | 4.82                 | 46      | 7.27                                |
| 4         | miércoles 10:00 p. m.                                                                          | 18        | 11 de noviembre de 2020  | 2.75                 | 26 de mayo de 2021 | 3.17                 | 42      | 5.96                                |
| 5         | viernes 8:00 p. m. (eps. 1-8) domingo 10:00 p. m. (eps. 9, 11-22) domingo 10:30 p. m. (ep. 10) | 22        | 1 de octubre de 2021     | 4.86                 | 22 de mayo de 2022 | 3.36                 | 35      | 6.41                                |
| 6         | viernes 8:00 p. m.                                                                             | 22        | 7 de octubre de 2022     | 4.76                 | 19 de mayo de 2023 | 4.65                 | 28      | 6.41                                |
| 7         | viernes 8:00 p. m.                                                                             | 13        | 16 de febrero de 2024    | 5.24                 | 17 de mayo de 2024 | 4.39                 | 27      | 6.14                                |
| 8         | viernes 8:00 p. m. (2024) viernes 10:00 p. m. (2025)                                           | 22        | 18 de octubre de 2024    | 4.05                 | 16 de mayo de 2025 | 3.02                 | —       | —                                   |